# ركام طبقي

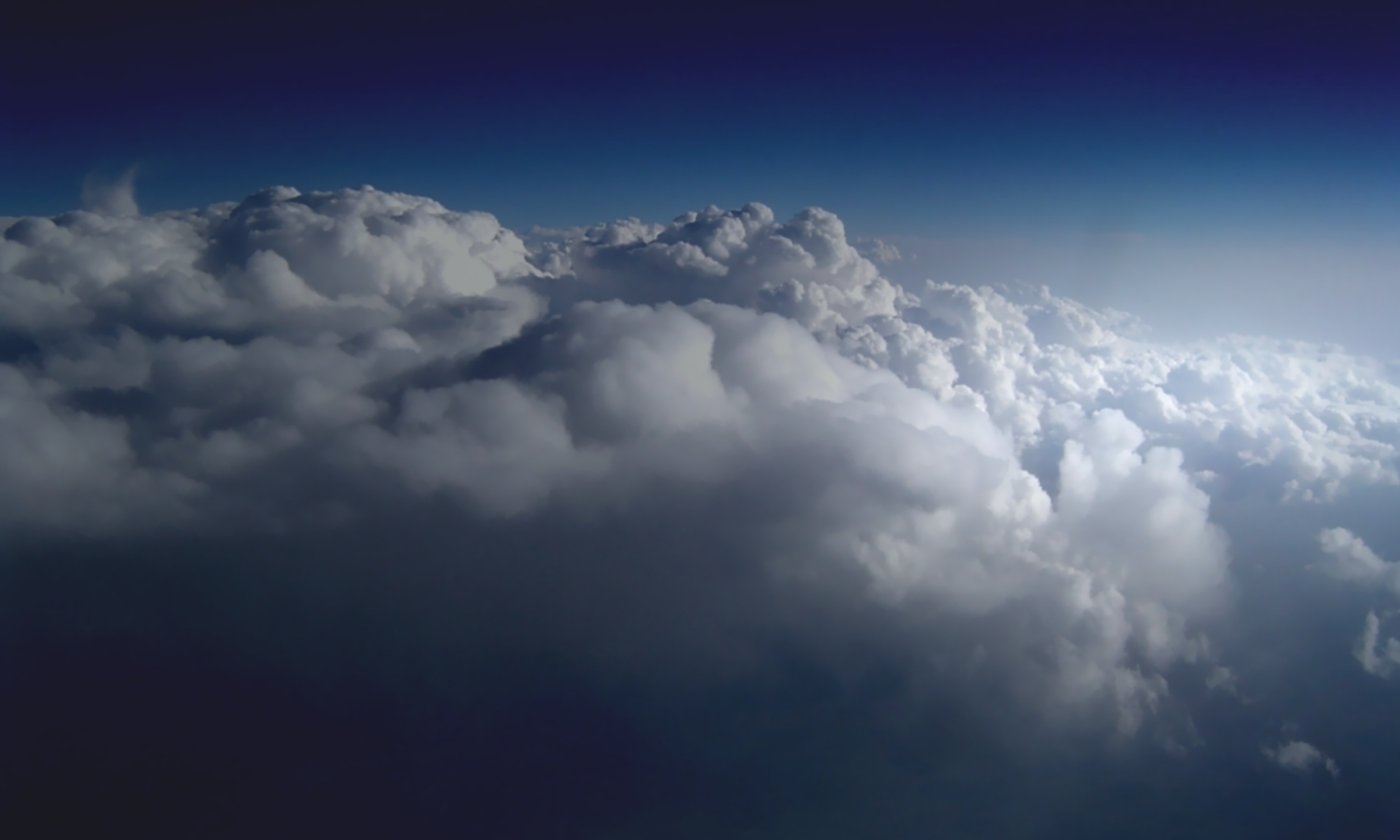
ركام طبقي

الركام الطبقي أو الركام الرهجي أو الرَّبَاب أو القَرِد أو القَزَع الرَّهَجي هي غيوم تأخذ في الجو شكل صفائح أو طبقات تغطي مساحات كبيرة من السماء إن لم يكن كل السماء، ومن اجناس تلك الغيوم: غيوم الطبقي st، الطبقي الركامي sc، المزن الطبقي Ns، الطبقي المتوسط As، السمحاق الطبقي CS.

## معرض الصور

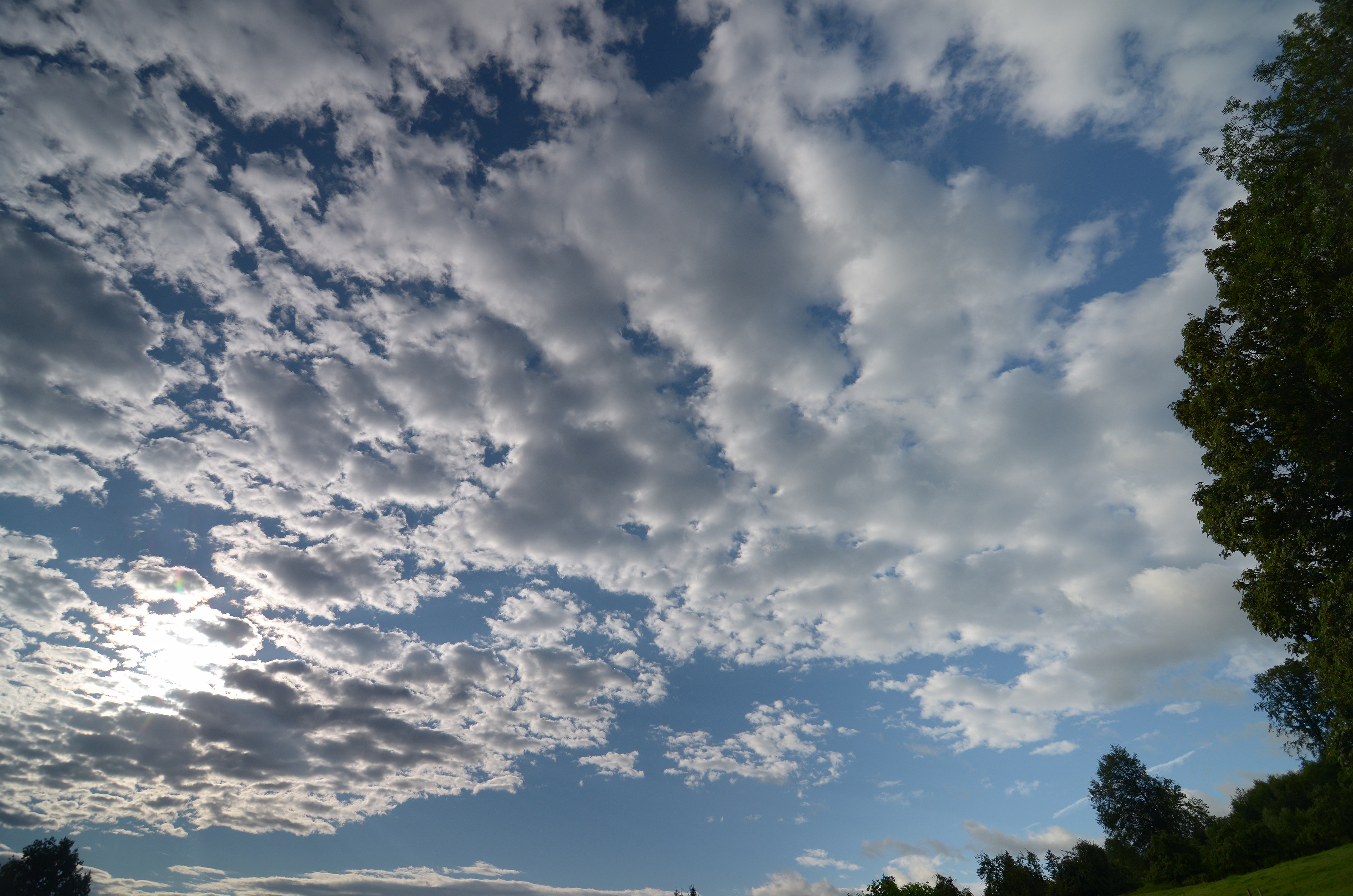
رباب مختلفة الأحجام
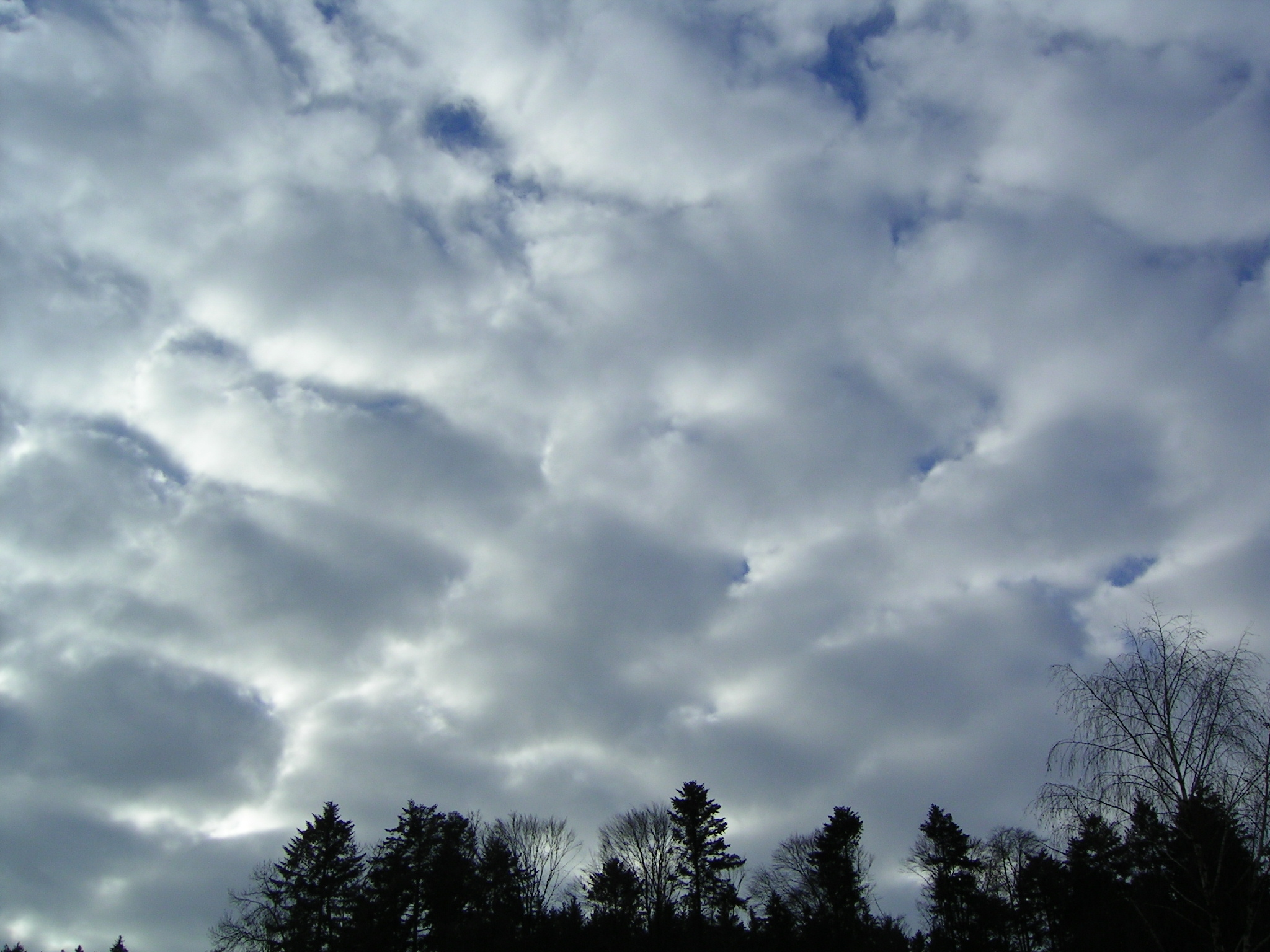
رباب عريض ومسطح
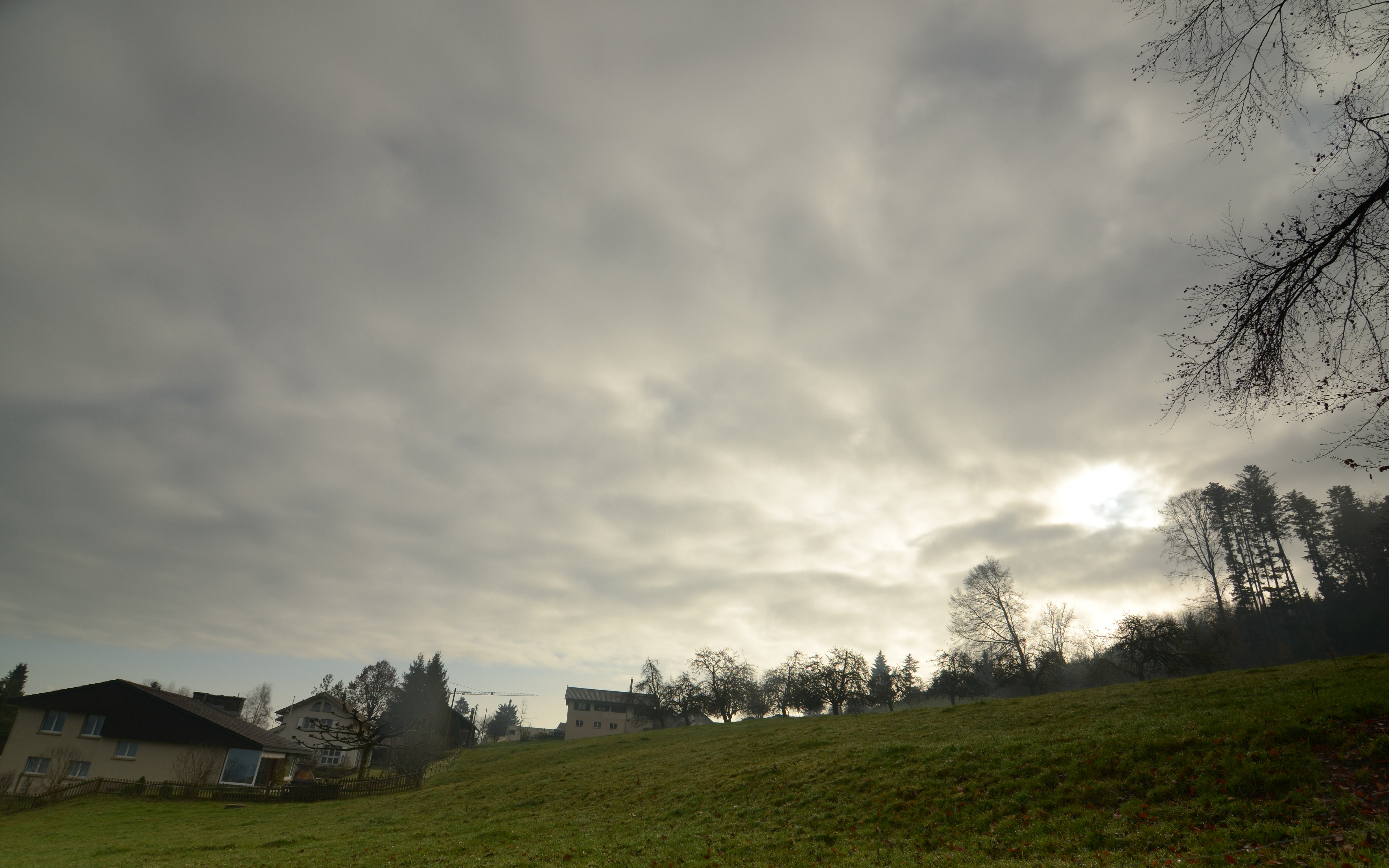
تحول الرباب إلى سحاب طبقي

## المصدر
- المعجم الجغرافي المناخي